# Steve Rover
Pour les articles homonymes, voir Rover.
Steve Rover, né le 29 août 1973 à Montréal,, est un coureur cycliste canadien.

## Biographie
Steve Rover est né à Montréal, la plus grande ville du Québec. Il participe à ses premières courses cyclistes à l'âge de douze ans, après avoir pratiqué le hockey et le baseball. 
Dans les catégories de jeunes, il s'illustre en étant l'un des meilleurs cyclistes de son pays. En 1990, il devient champion du Canada sur route juniors (moins de 19 ans). Il brille également au niveau international en terminant troisième du Tour de l'Abitibi et des Tre Ciclistica Bresciana. L'année suivante, il gagne cinq titres nationaux sur route et sur piste. Il représente par ailleurs le Canada lors des championnats du monde juniors, mais abandonne.
En 1992, il prend la troisième place du championnat du Canada sur route chez les seniors, alors qu'il n'a que dix-huit ans. Deux ans plus tard, il se distingue sur des courses européennes en terminant troisième du Circuit de la vallée de la Loire et du Circuit franco-belge. Il évolue alors sous les couleurs du club Espoirs de Laval. Sélectionné pour les championnats du monde amateurs de Palerme, il se classe 49e de la course en ligne. Il intègre ensuite le VC Roubaix en 1995, dans le Nord de la France. 
Lors de la saison 1996, il se distingue en devenant champion du Canada sur route. Il termine aussi troisième du Tour de Hokkaido, mais surtout quatrième du Tour de l'Avenir, où il se classe deuxième d'une étape de montagne au Grand Bornand. Grâce à ses bons résultats, il passe professionnel en 1997 au sein de la formation française Mutuelle de Seine-et-Marne. Il réalise un début de saison décevant, mais se fait remarquer lors de Paris-Tours en étant présent dans l'échappée du jour. L'année suivante, il est écarté des compétitions durant deux mois en raison d'une fracture à la hanche. Il parvient toutefois à terminer sixième d'une étape du Circuit des Mines et treizième du Tour de Serbie. 
Il met un terme à sa carrière professionnelle en 1999, après la disparition de son équipe Mutuelle de Seine-et-Marne. Rover ne quitte pas pour autant le monde du vélo en devenant directeur sportif d'une équipe féminine au Canada. Dans les années 2000, il reprend temporairement le cyclisme au niveau amateur. Il est présent au départ des Jeux paralympiques de 2004, en tant que pilote pour le cycliste malvoyant Brian Cowie.

## Palmarès
- 1990
  -  Champion du Canada sur route juniors
  - 3e du Tour de l'Abitibi
  - 3e des Tre Ciclistica Bresciana
- 1991
  -  Champion du Canada sur route juniors
- 1992
  - 3e du championnat du Canada sur route
- 1994
  - 3e du Circuit de la vallée de la Loire
  - 3e du Circuit franco-belge
- 1996
  -  Champion du Canada sur route
  - 3e du Tour de Hokkaido